# 吉森巴赫河 (基弗巴赫河支流)
47°36′43″N 12°08′48″E / 47.611815°N 12.146721°E

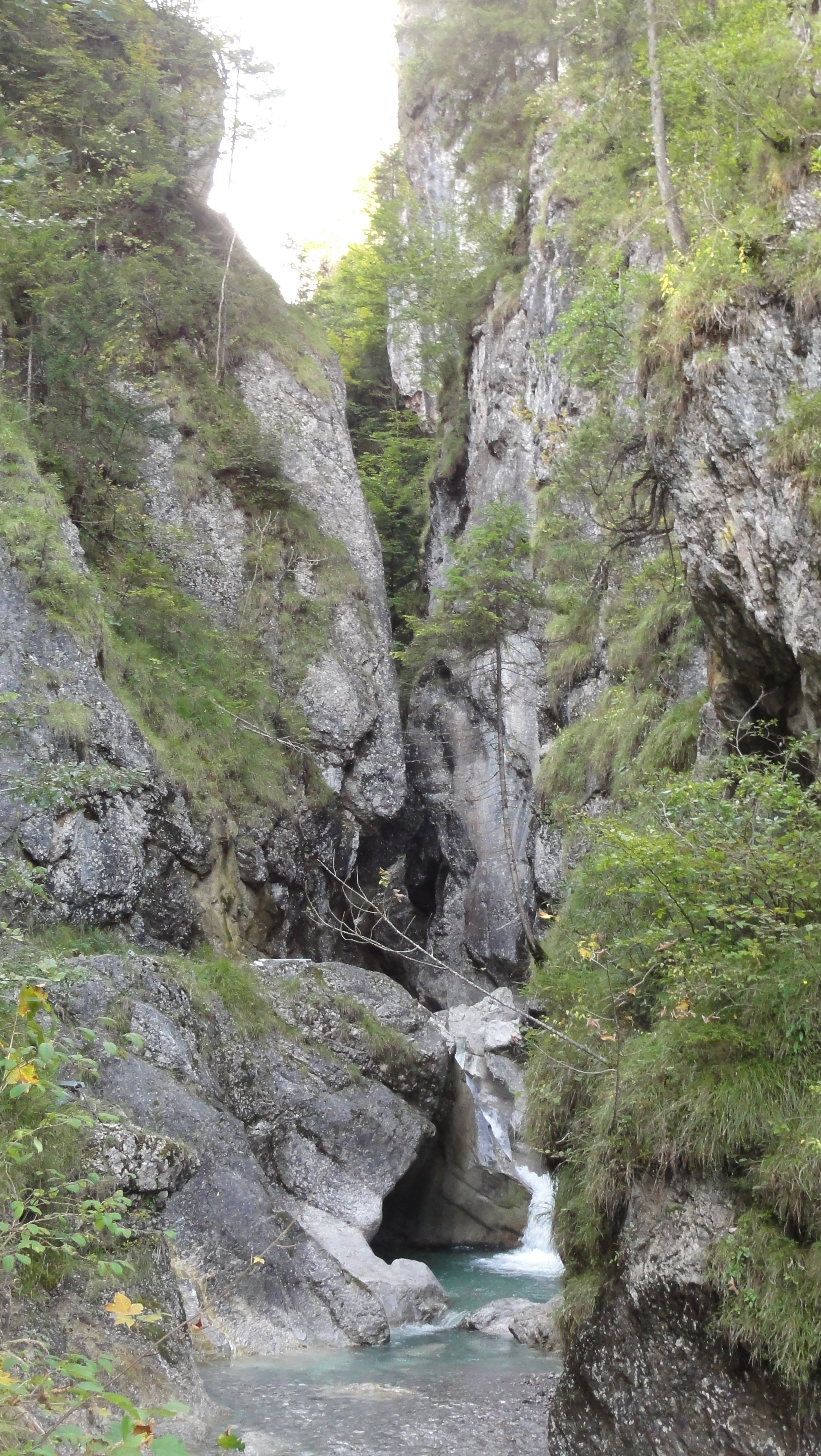

吉森巴赫河是德國的河流，位於該國東南部，由巴伐利亞負責管轄，屬於基弗巴赫河的支流，河道全長9公里，河口處在基弗斯費爾登以西。